# Theater am Kärntnertor

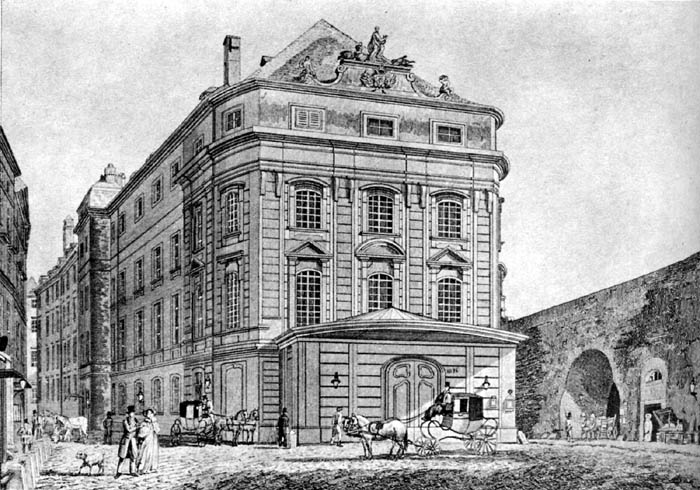
Kärntnertortheater: litografia ca. 1830

Theater am Kärntnertor o Kärntnertortheater (italiano: Teatro della porta di Carinzia o Teatro di Porta Carinzia) è stato un prestigioso teatro di Vienna nel corso dei secoli XVIII e XIX, passato alla storia per aver ospitato la prima esecuzione della Nona sinfonia di Ludwig van Beethoven. Il suo nome ufficiale era Kaiserliches und Königliches Hoftheater zu Wien, "Imperiale e Reale Teatro di Corte di Vienna".

## Storia
Il teatro venne costruito nel 1709 su disegno di Antonio Beduzzi su un sito vicino alla Kärntnertor, sul terreno occupato oggi dall'Hotel Sacher. Le spese di costruzione del teatro furono a carico della città di Vienna, e lo stesso era destinato ad essere frequentato dai viennesi di qualsiasi classe. Tuttavia, per volere dell'Imperatore, le prime rappresentazioni riguardarono l'opera italiana, una forma di intrattenimento d'élite. Nel 1711 il teatro fu reindirizzato al suo scopo originario quando fu posto sotto la direzione di Josef Anton Stranitzky, che realizzò un cartellone comprendente una grande varietà di spettacoli, spesso incarnante una versione tedesca dell'italiana commedia dell'arte Il teatro continuò ad essere diretto dalla vedova di Stranitzky anche dopo la sua morte.
Nel 1728, gli artisti di Corte Borosini e Selliers, che avevano recitato intermezzi sia in tedesco che in italiano, divennero direttori del Kärntnertortheater. Dal 1742 al 1750 il teatro fu gestito dal solo Selliers. Nel 1752, comunque, Maria Teresa ritirò i privilegi imperiali, ponendo il teatro alle dipendenze degli amministratori della città di Vienna.
Il primo teatro bruciò nel 1761 e venne ricostruito dall'architetto di Corte Nicolò Pacassi; due anni dopo venne riaperto, ancora una volta in gestione, come Kaiserliches und Königliches Hoftheater zu Wien, "Teatro imperiale e di corte di Vienna". 
Wolfgang Amadeus Mozart vi rappresento anche Thamos, König in Ägypten nel 1774, un concerto pianistico nel 1781 e Die Entführung aus dem Serail nel 1784.
Dai primi anni del XIX secolo vennero inseriti in repertorio anche spettacoli di balletto e di opere del repertorio tedesco e italiano. Dal 1811 al 1814 Ignaz Franz Castelli fu Hoftheaterdichter, "poeta del teatro di corte". Dal 1821 l'impresario italiano Domenico Barbaja aggiunse il teatro a quelli da lui gestiti rappresentando opere del repertorio italiano. Agli inizi del 1861 l'Opera di Corte di Vienna (oggi Wiener Staatsoper) venne costruita su un terreno limitrofo. Essa venne completata nel 1869 e nel 1870 il vecchio teatro venne abbattuto per far posto ad un palazzo residenziale divenuto poi l'Hotel Sacher.

## Prime esecuzioni assolute
Durante il periodo di sua attività, diversi compositori diressero la sua orchestra, e fra questi un giovane Franz Lachner e Ferdinando Paër.
- 1737 (5 febbraio) Il giorno felice di Antonio Vivaldi (revisione della più nota La fida ninfa)
- 1753 (29 maggio) Der krumme Teufel, un'opera comica del giovane Joseph Haydn, andata perduta, che contribuì a renderlo precocemente famoso[3]
- 1764 (18 ottobre) L'Olimpiade di Florian Leopold Gassmann
- 1766 (25 maggio) Il viaggiatore ridicolo di Gassmann
- 1773 (4 maggio) Die Aufnahme der Sancho Panza in der Insel Barataria di Josef Starzer
- 1774 (6 gennaio) Les Horaces et les Curiaces di Starzer
- 1775 (2 aprile) Il ritorno di Tobia di Haydn
- 1777 (21 agosto) Il convitato di pietra di Vincenzo Righini
- 1779 (15 luglio) Zermes (Zerbes) und Mirabelle di Anton Teyber
- 1781 (1 aprile) Die Pilgrime auf Golgatha di Johann Georg Albrechtsberger
- 1781 (3 aprile): Sinfonia n. 34 (Mozart)
- 1784 (29 aprile) Sonata K 379 in sol maggiore per violino e pianoforte e Sonata K 454 in si bemolle maggiore per violino e pianoforte di Wolfgang Amadeus Mozart con il compositore al pianoforte e Regina Strinasacchi alla presenza dell'imperatore Giuseppe II d'Asburgo-Lorena
- 1785 (18 giugno) Der Dorfbarbier di Johann Schenk
- 1785 (18 dicembre) Die Dorfdeputierten di Teyber
- 1786 (11 febbraio) Der Schauspieldirektor di Mozart
- 1786 (3 ottobre) Betrug durch Aberglauben di Carl Ditters von Dittersdorf
- 1787 (7 marzo) Concerto per pianoforte e orchestra n. 25 in Do, K. 503 di Mozart[4]
- 1787 (12 aprile) Die Liebe im Narrenhause di Ditters von Dittersdorf
- 1789 (12 ottobre) Im Finstern ist nicht gut tappen di Schenk
- 1791 (19 agosto) Adagio e rondò per glassarmonica di Mozart
- 1794 (1 agosto) Pigmalione di Joseph Weigl
- 1795 (2 febbraio) Richard Löwenherz di Weigl
- 1795 (11 maggio) Die gute Mutter di Paul Wranitzky
- 1795 (16 maggio) Der Raub der Helena di Weigl
- 1795 (17 luglio) Achmet und Almanzine di Schenk
- 1795 (27 agosto) Die edle Rache di Franz Xaver Süssmayr
- 1795 (14 ottobre): Palmira, regina di Persia di Antonio Salieri
- 1799 (3 gennaio): Falstaff di Antonio Salieri
- 1799 (28 febbraio): Camilla (opera) di Ferdinando Paër
- 1799 (12 luglio): Il morto vivo di Ferdinando Paer
- 1800 (2 giugno): Cesare in Farmacusa di Antonio Salieri
- 1800 (2 settembre): Ginevra degli Almieri di Ferdinando Paer
- 1800 (22 ottobre): L'Angiolina di Antonio Salieri
- 1800 (18 dicembre): Poche ma buone di Ferdinando Paer
- 1801 (6 giugno): Achille (opera) di Ferdinando Paer
- 1809 (14 marzo): Die Schweizer Familie (La famiglia svizzera) di Joseph Weigl
- 1814 (23 maggio): Fidelio (versione finale rappresentata oggi) di Ludwig van Beethoven
- 1821 (7 marzo): Lieder Erlkönig (Lied) di Franz Schubert
- 1822 (4 dicembre): Libussa di Conradin Kreutzer
- 1823 (25 ottobre): Euryanthe di Carl Maria von Weber
- 1824 (7 maggio): Sinfonia n. 9 di Beethoven
- 1829 (11 agosto): Debutto viennese, come pianista, di Fryderyk Chopin[5]
- 1837 (9 marzo): Das Nachtlager in Granada (versione revisionata con recitativi) di Conradin Kreutzer
- 1842 (19 maggio): Linda di Chamounix di Gaetano Donizetti
- 1843 (5 giugno): Maria di Rohan di Gaetano Donizetti
- 1844 (3 febbraio): Die Heimkehr des Verbannten di Otto Nicolai
- 1845 (13 novembre): Dom Sébastien (versione revisionata) di Gaetano Donizetti
- 1845 (20 dicembre): Der Tempelritter di Otto Nicolai
- 1847 (25 novembre): Martha di Friedrich von Flotow
- 1864 (4 febbraio): Die Rheinnixen di Jacques Offenbach